# جدارة

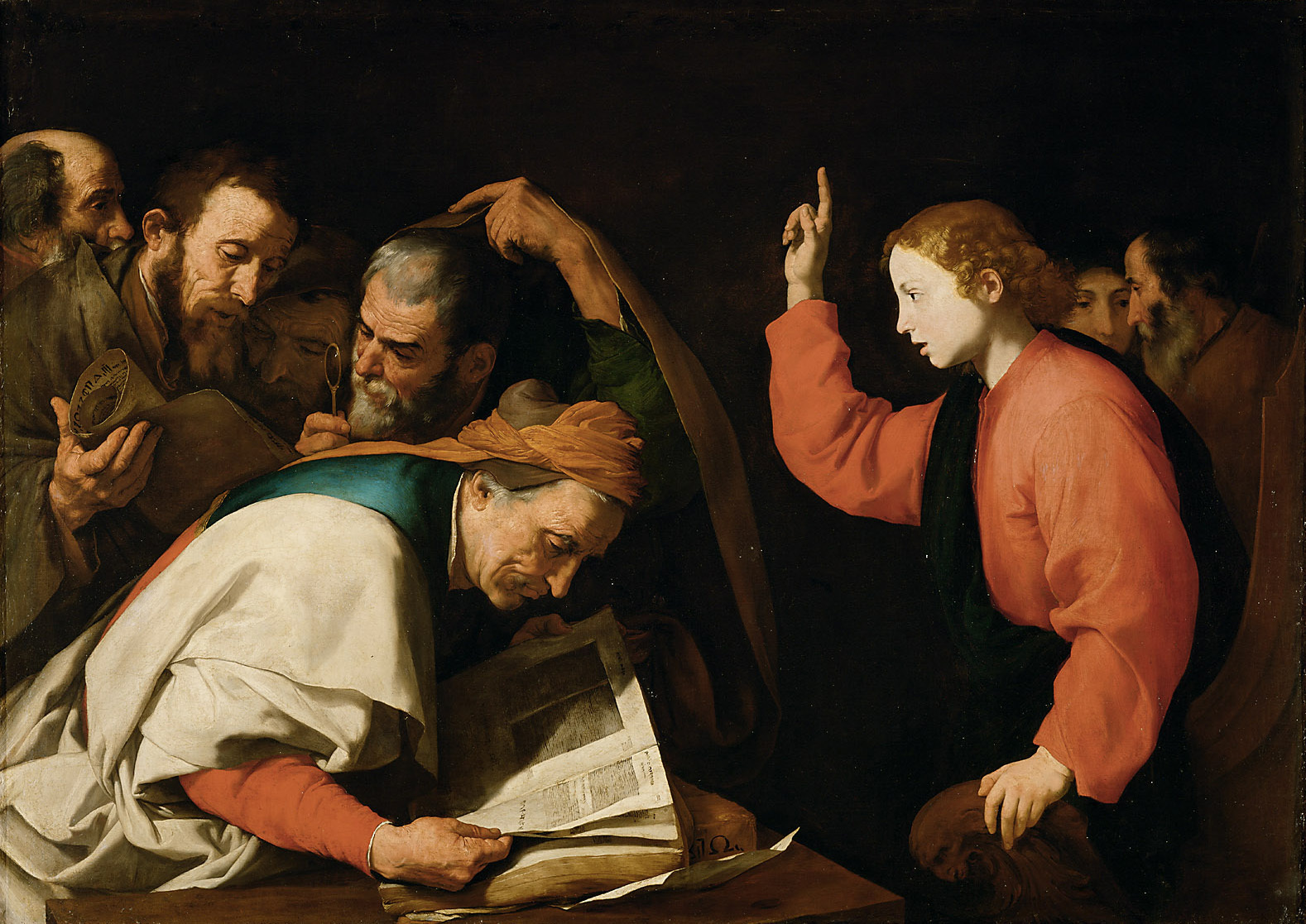

الجدارة أو القدرة (بالإنجليزية Competence) هي إمكانية الفرد لعمل وظيفة معينة بشكل مناسب. الجدارات هي مجموعة من السلوكيات المعروفة في تشكل دليل مرتب لتمكين التعرف، التقييم والتطوير لسلوكيات الفرد الموظف. هذا المصطلح ظهر أول مرة في مقال باللغة الإنجليزية للكاتب أر دبليو وايت في 1959 كنظرية لحافز الأداء. لاحقاً في 1970، كريج لاندبيرغ عرَّف النظرية بـ «التخطيط لبرنامج التطوير التنفيذي». المصطلح كسب جاذبية في 1973 عندما كتب الدكتور ديفيد ماكليلاند ورقة بحثية عنوانها «الاختبار لأجل القدرة وليس لأجل الذكاء» ومنذ ذلك الوقت عمم المصطلح عندما استخدمه موظفي مؤسسة ماكبير أند كومباني (حالياً هي جروب) وآخرون مثل تي إف قيلبرت (1978) الذي استخدم النظرية في العلاقة مع تحسن الأداء. وتستخدم بشكل واسع مما يؤدي إلى سوء فهم أحياناً.
بعض الباحثين يرون الجدارة كمجموعة من المعرفة العملية والنظرية، المهارات المعرفية، السلوك والقيم المستخدمة لتطوير الأداء، أو حالة أو نوعية مايجري بشكل كاف أو التأهيل بشكل جيد، امتلاك القدرة لأداء دور محدد. مثلا، جدارة الإدارة من الممكن أن تحتوي على التفكير المنهجي والذكاء العاطفي ومهارات التأثير والتفاوض.
الجدارة في بعض الأحيان يعتقد أنها يمكن أن تمثل بنشاط معين في حالة وسياق يمكن أن يكون مختلفاً في المرة المقبلة عندما يتصرف شخص ما في الطوارئ.
```
الناس الجديرون يمكن أن يتفاعلوا مع الحالة باتباع سلوكيات سبق نجاحها من قبل. لكي تكون شخصاً جديراً يتطلب أن يفسر الموقف في السياق ويفكر في ردود الفعل المحتملة ويتدرب على الاحتمال الأكثر قابلية للتنفيذ إذا كان له علاقة. بغض النظر عن التدريب، الجدارة من الممكن تنميتها عن طريق الخبرة وسياق الفرد في التعلم والتأقلم.
```

الجدارة لها الكثير من المعاني، وتبقى من أكثر المفردات المنتشرة في إدارة التطوير، وأدب المنظمات والموارد البشرية.

## دور دريڤوس ودريڤوس في تطوير الجدارات
دريڤوس ودريڤوس قدما مسميات لمستويات الجدارات في التطوير. المنطق المسبب هذا النوع من اللغة لمستويات الجدارة ممكن أن يطلع عليه في ورقة البحث الخاصة بهما فمجال الحسابيات العقلانية بعنوان "من سقراط إلى النُظُم الخبيرة: حدود والأخطار من العقلانية الحسابية". المستويات الخمسة المقترحة من البحث هي:
1. المبتدئ: سلوك قائم على القواعد، محدد بشدة ومرن.
2. الخبير المبتدئ: يدمج إتجهاهات مختلفة.
3. الممارس: يتصرف بوعي وفق أهداف وخطط طويلة المدى.
4. الممارس المتمكن: يرى الوضع بشكل كامل ويتصرف وفق قناعة ذاتية.
5. الخبير: له مبادرات في فهم الوضع الحاي ويركز على الأوجه الرئيسية.

عملية تطوير الجدارات هي سلسلة حياتية من الأفعال وردود الأفعال. كما تنطبق الجدارات على المسار الوظيفي تنطبق على الوظيفة. تطوير الجدارات على طول الحياة مرتبط في التطوير الشخصي كنظرية إدارية. ويتطلب بيئة معينة، حيث القواعد ضرورية لبداية المبتدئيين، لكن الأشخاص في مستويات جدارية أعلى سيكسرون القواعد بشكل منظم إذا تطلب الأمر. توصف هذه البيئة بشكل مترادف باستخدام مصلحات أخرى مثل تنظيم التعلم خلق المعرفة التنظيم الذاتي والتمكين.
عندما تقيَّم منظمة أو مجتمع مهني، أو جدارة مهنية بشكل متكرر. هناك بعض الجدارات المتشابهة يجب أن تقاس في المقابلة الوظيفية. اليوم هناك طرق أخرى للنظر لها: هناك مناطق عامة للجدارات الوظيفية متطلبة للبحث عن وظيفة، أو نيل ترقية. لكل المنظمات والمجتمعات هناك مهام أساسية على الأشخص ذوي الجدارة المشاركة فيها كل الوقت. لطالب الجامعة مثلا، المهام الأساسية ممكن أن تكون:
- التعامل مع النظريات
- التعامل مع الطرق
- التعامل مع المعلومات والواجبات.

هناك أربع مجالات للجدارة هي:
1. جدارة المضمون: الشخص المُقَّيم يجب أن يكون قادراً على التعرف هدف المنشأة أو المجتمع ويتصرف على أساس الرؤية المستقبلية مع قيم المنشأة أو المجتمع.
2. جدارة العلاقة: يجب أن يُرِي القدرة على خلق وتغذية العلاقات مع ذوي العلاقة مع المهام الأساسية.
3. جدارة التعلم: : الشخص المُقَّيم يجب أن يكون قادراً على خلق والبحث عن حالات من الممكن للتجربة ذات مجموعة الحلول من إكمال المهام الرئيسية والانعكاس على التجربة.
4. جدارة التغيير: الشخص المُقَّيم يجب أن يكون قادراً على التصرف عوفق طرق جديدة عندما تدعم هدف المنظمة أو المجتمع وتجعل الرؤوية المستقبيلة حقيقية.

## ماكليلاند والجدارات الوظيفية
الحركة الجدارية أو الجدارات الوظيفية تبدأ باسم ديفيد ماكليلاند في الستينيات من القرن الماضي، حيث قدم رؤية تختلف عن المحاولات التقليدية في وصف الجدارات. تركز هذه الحركة بشكل أساسي على الصورة الذاتية، القيم، السمات ودوافع السلوك، بدلاً من التركيز فقط على المعرفة، المهارة والسلوك في الأداء. يجب ملاحظة أن الجدارات المختلفة يمكن أن تؤدي إلى أداء متميز في مهام مختلفة، ولا يوجد عدد محدود من الجدارات التي تضمن أداء متميز في كل الوظائف والمهام.
مع ذلك كما يلاحظ من رافين وستيفنسون، كان هناك تطور مهم[لفظ إطراء] في أبحاث متعلقة في الطبيعة، التطور وتقييم الجدارات عالية المستوى في المنازل، المدارس وأماكن العمل.

## الفائدة المرجوة للمنظمات
نماذج الجدارات ممكن أن تساعد المنظمات أن تحاذي مبادراتها مع إستراتيجية المنشأة ككل. بمحاذاة الجدارات للإستراتيجية العامة، المنشئات يمكن أن توظف وتختار موظفين بشكل أفضل للمنشاة. الجدارات أصبحت طرق دقيقة للمنشئآت لتمييز ذوي الأداء المتميز عن متوسطي الأداء أو منخفي الأداء. لأن الجدارات تمتد خلف قياس الصفات الأساسية أو المهارات المستخدمة لتعريف وتقييم الأداء الوظيفي. بالإضافة إلى التوظيف والاختيار، نموذج جدارات متين سيساعد في إدارة الأداء، وخطط التعاقب الوظيفي والتطوير الوظيفي.
الاختيار استخدام المقابلة الوظيفية السلوكية والاختبارات حين الحاجة، لفحص المرشحن للوظيفة بالاعتماد على امتلاكهم لجدارات المهمة الأساسية للوظيفة:
- توفر صورة كاملة عن احتياج الوظيفة.
- تزيد احتمالية اختيار ومقابلة الأشخاص المحتمل نجاحهم والحصول على الوظيفة.
- تقلل الإستثمار (في الوقت والمال) في الناس الذين لا يطابقون توقعات المنشأة.
- تمكن من أداء مقابلة وظيفية وعملية اختيار ممنهجة وصالحة.
- تساعد في التمييز بين الجدارات ذات القابلية للتدريب والجدارات صعبة التطوير.

التدريب والتطوير: تطوير خطط تدريب وتعليم الأفراد أو مجموعات من الموظفين على أساس الفجوة بين الجدارات الوظيفية المطلوبة من الوظيفة والجدارات الوظيفية التي تتم معالجتها من قبل الموظف.
- تركيز خطط التدريب والتطوير نحو الجدارات المفقودة أو رفع مستوى احترافية الجدارات الحالية.
- تمكين الأشخاص من التركيز على المهارات، المعرفة والصفات التي لها أثر كبير على فعالية الوظيفة.
- التأكد أن فرص التدريب والتطوير متوافقة مع احتياجات المنظمة.
- الاستخدام الفعال والأمثل تتدريب والتطوير من ناحية الوقت والمال.
- إعطاء هيكل جدارات للتدريب المستمر والتغذية الراجعة، من ناحية التدريب أو الإصلاح.

إدارة الأداء: تقديم مقاييس دورية للسلوكيات المستهدفة ونتائج الأداء المربوطة بعوامل المهمة المؤثرة على الجدارات الوظيفية
- توفير فهم موحد لما يجب أن يراقب، يقاس ويكافأ عليه.
- تركيز وتسهيل نقاشات تقييم الأداء بشكل مناسب على الأداء الفعلي والتطوير.
- توفير تركيز على جمع المعلومات عن تصرفات الأشخاص في الوظيفية.
- تسهيل عملية وضع الأهداف بفعالية حول جهود التطوير المطلوبة ونتائج الأداء.

المسارات الوظيفية: تطوير الخطوات المطلوبة للترقية والخطط طويلة المدى للنمو.
- توضيح المهارات، المعرفة والصفات المطلوبة في الوظيفة والوظائف التالية.
- تحديد المستويات المطلوبة من الاحترافية لكل وظيفة تالية.
- السماح بتحديد أهداف واضحة وصالحة وقانونية وسهلة التحقيق لترقية الموظفين.
- التخلص من الظن في عملية مناقشة الترقية وتطوير المسار الوظيفي.

التعاقب الوظيفي: المنهجية المركزة والدقيقة لجذب وتنمية الجدارات مهمة للمنشأة للإستمرار والازدهار.
- توفير وسيلة لتقييم المرشحين بغض النظر عن الوظيفة.
- تركيز خطط التطوير والتدريب على الجدارات الغائبة والفراغات في مستويات الاحترافية في الجدارات.
- تمكين المنظمة من قياس عدد البدلاء الأقوياء، أو عدد المحتمل ان يكونو ذوي اداء عالي ومايحتاجونه ليصلوا إلى المرحلة الأعلى.
- توفير هيكل جدارات لنقل المعرفة المهمة والمهارات والخبرة لمن يعقب، وإعداد المرشحين لهذا النقل من خلال التدريب والمراقبة.

تطوير منهج تطويري لبرامج تطوير القيادة وهي مكون أساسي في خطط التعاقب الوظيفي.

## بناء نموذج جدارات
الكثير من متخصصي الموارد البشرية يوظفون نموذج جدارات منافس لتقوية كل مايجب التركيز عليه في إداة المواهب. من التوظيف وإدارة الأداء، إلى التدريب والتطوير، إلى خطط التعاقب الوظيفي وأكثر. نموذج الجدارات الوظيفية هو نموذج شامل، ووصف وظيفي مبني على السلوك والموظفين المحتملين والحاليين ويمكن لمدرائهم أن يستعملوه لقياس وإدارة الأداء وإنشاء خطة تطوير وظيفي. وفي العادة ما يرفق برسم توضيحي للجدارات أيضاً.
إنشاء نموذج جدارات للمنشأة عملية مهمة للموظف ولنجاح النظام. المنشأة لا يمكن أن تطور أداء الموظفين بدون أن يعرفوا ماهو أداء الموظفين أولاً. لفعل ذلك على المنشاة تطوير أسئلة مقابلة سلوكية، ويتم مقابل جيدو الأداء وذوي الأدء السيء أيضاً، مرجعة بيانات المقابلات (تتبع وترميز الكلمات والأوصاف المتكررة، واختيار مجموعات المهارات والمعرفة والسلوك التي تمثل ذوي الأداء الأفضل وتسمى جدارات)
أحد أهم الأخطاء التي تقع فيها المنشئآت عند إنشاء نموذج الجدارات أنهم يركزون أكثر من اللازم على الوصف الوظيفي بدلا من سلوك الموظف. الخبراء قالوا أن إنشاء نموذج جدارات يتطلب الخطوات التالي:
1. جمع المعلومات عن المهام والوظائف.
2. مقابلة خبراء المهام لإستكشاف أهم الجدارات الحالية وكيف يتصورون تغيير مهامهم في المستقبل.
3. تحديد السلوكيات لذوي الأداء المتميز.
4. إنشاء ومراجعة (أو تدقيق) وإكمال النموذج الوظيفي.

عندما يتم الانتهاء من نموذج الجدارات الوظيفية، خطوة أخيرة تتضمن الإعلان عن كيفية استخدام نموذج الجدارات لدعم المبادرات الحالية مثل التوظيف، وإدارة الأداء، والتطوير الوظيفي، التعاقب الوظيفي وأي عملية من عمليات الموارد البشرية.

## الاستعانة بمصادر خارجية لنموذج الجدارات
أكثر السلبيات المذكورة من خبراء نماذج الجدرات بخصوص إنشاء النموذج هو الوقت المطلوب والتكلفة. وهذا أيضاً سبب مرشح لأن تكون بعض المنشئآت بدون نموذج جدارات أو لديها نموذج جدارات غير كامل وغير شامل. بناء نموذج جدارات يتطلب دراسة دقيقة للوظيفة، المجموعة، والمنشأة في الصناعة نفسها. العملية في العادة تحتوي على البحث عن الأداء والنجاح، مقابلة الموظفين ذوي الأداء المتميز، القيام بمجموات النقاش المركزة والدراسات الإحصائية.
في إجابة عن سؤال في حلقة ويبكاست جمعية الموارد البشرية (شرم) قال 67% من الحضور أن كتابة الوصف الوظيفي بعجالة يمكن أن تكون مشكلة جذرية في عدم إكمال الجدارات. تحديد وتجميع الجدارات هي عملية طويلة ممكن أن تتطلب في بعض الأحيان وقتاً وجهداً أكثر من ماتستعد له المنظمات. بدلاً من إنشاء نموذج الجدارات بأنفسهم، المنشئآت تُحَث على الاستعانة بالمختصين والمستشارين لتقييم منشئآتهم وإنشاء نماذج جدارات فريد وخاص بهم. هناك أكثر من طريقة يمكن للمنشأة أن تستعين بها بطرف خارجي في هذا المجال:
مكتبات الجدارات: المنشئآت التي لا تملك وقتاً ولا موارد لبناء وتطوير الجدارات يمكنها شراء مكتبة جدارات كاملة على الإنترنت. هذه الجدارات الموحدة يمكن تطبيقها على طل المنشئآت على كل الأقسام. المنشئآت يمكن أن تأخذ هذه الجدارات وتبدأ ببناء النموذج الخاص بها.
المختصون والاستشاريون: للمنشئآت التي ترغب في مساعدة متخصص لإنشاء نموذج الجدارات فالاستعانة بوسيط خارجي أمر ممكن. المختص أو المستشار يمكن أن يعمل مع المنشأة لتحديد الأسباب الجوهرية لتحديات العمالة. بتحديد هذه التحديات يمكن تشكيل خطط عمل مخصصة لتلبية الاحتياجات المطلوبة. في العادة هذه الحلول مختلفة لكل ثقافة وتحديات المنشأة.

## وصلات خارجية
- تشكيل الجدارات الوظيفية والفنية (إنجليزي)